# CS Universitatea Craiova
El Universitatea Craiova es un club polideportivo de la ciudad de Craiova, Rumania. Fue fundado el 5 de septiembre de 1948 y cuenta con secciones deportivas en atletismo, voleibol, balonmano, tenis de mesa, ajedrez y fútbol. Especialmente notable es su sección de fútbol, que se ha proclamado campeón de Rumania en cuatro ocasiones.